# Electric Universe
Electric Universe is het dertiende studioalbum van de Amerikaanse band Earth, Wind & Fire, uitgebracht in november 1983 op Columbia Records. Het album steeg naar nummer 8 in de VS Billboard Top R&B Albums en nr. 40 op de VS Billboard 200-hitlijst. Electric Universe bereikte ook nr. 17 op de Zweedse popalbums, nummer 18 in de UK Blues & Soul Top British Soul Albums-hitlijst en nummer 22 in zowel de Nederlandse popalbums en Hitparade hitlijsten.
Het albrum werd geproduceerd door Maurice White voor Kalimba Productions.
Met  Electric Universe  kwam er een uniek newwave- en synthpopgeluid voor Earth, Wind & Fire.
Artiesten als David Foster, Martin Page, Michel Colombier en Pamela Hutchinson en Wanda Vaughn van The Emotions deden er aan mee. Het album is in 2015 ook opnieuw uitgebracht met zes bonustracks en twee demo's.

## Nummers
| 1.                 | Magnetic                     | 4:19 |
| 2.                 | Touch                        | 4:54 |
| 3.                 | Moonwalk                     | 4:08 |
| 4.                 | Could It Be Right            | 5:15 |
| 5.                 | Spirit of A New World        | 4:29 |
| 6.                 | Sweet Sassy Lady             | 4:08 |
| 7.                 | Wer'e Living In Our Own Time | 5:18 |
| 8.                 | Electric Nation              | 4:30 |
| Totale duur: 35:40 |                              |      |

| Nr. | Titel                                                     | Duur |
| --- | --------------------------------------------------------- | ---- |
| 1.  | Magnetic                                                  | 4:19 |
| 2.  | Touch                                                     | 4:54 |
| 3.  | Moonwalk                                                  | 4:08 |
| 4.  | Could It Be Right                                         | 5:15 |
| 5.  | Spirit of A New World                                     | 4:29 |
| 6.  | Sweet Sassy Lady                                          | 4:08 |
| 7.  | Wer'e Living In Our Own Time                              | 5:18 |
| 8.  | Electric Nation                                           | 4:30 |
| 9.  | Magnetic (7" Versie)                                      | 3:50 |
| 10. | Magnetic (Uitgebreide dansremix)                          | 6:22 |
| 11. | Magnetic (Instrumentaal)                                  | 5:49 |
| 12. | Spirit Of A New World (Demo Versie)                       | 4:36 |
| 13. | El Solitario (We're Living In Our Own Time) (Demo Versie) | 5:15 |
| 14. | Here's To Love (Instrumentaal)                            | 4:23 |
| 15. | Club Foot                                                 | 3:59 |
| 16. | Milky Way                                                 | 5:25 |

## Hitnotering
| Nummer | 22 | 31 | 29 | 38 | 38 |